# Sipilou
Sipilou es un departamento de la región de Tonkpi, Costa de Marfil. En mayo de 2014 tenía una población censada de 41 868 habitantes.
Se encuentra ubicado en el centro-oeste del país, entre al frontera con Liberia y Guinea, al oeste, y el río Sassandra, al este.